# Heinrich Kipping
Heinrich Kipping, noto anche come Hinrich Kipping o con il nome latinizzato Henricus Kippingius, (Rostock, 1623 ca. – Brema, 26 febbraio 1678), è stato un filologo e storico tedesco.

## Biografia
Nato a Rostock, il 30 luglio del 1635 era a Greifswald e nel 1645 a Eide. Era già un magistrato a Wittenberg quando fu catturato dagli svedesi e arruolato a forza. 
Il barone Alexander Erskein, che lo aveva trovato immerso nella lettura di Stazio nel posto di guardia della città, lo fece congedare e gli diede un impiego come bibliotecario privato.
Nel 1654 fu nominato dal governo svedese sotto-rettore e nel 1672 co-rettore della scuola della cattedrale di Brema, dove morì.
Fu un uomo di cultura:  filologo, teologo, filosofo e orientalista. Le sue antichità romane („Consensus novus et methodicus antiquitatum Romanorum“) ebbero otto edizioni, l'ultima nel 1713 a Leida. Anche i suoi lavori sulla storia della chiesa e esegetici furono stampati spesso: „Institutiones politicae methodicae“ apparvero a Brema e a Francoforte nel 1667, in 4°, con il suo ritratto.